# Gnophos difficilimus
Gnophos difficilimus là một loài bướm đêm trong họ Geometridae.